# William Harrison Standley
William Harrison Standley, ameriški admiral in veleposlanik, * 18. december 1872, Ukiah, Kalifornija, † 25. oktober 1963, San Diego. 
V njegovo čast je bila poimenovana ladja William H. Standley (DLG-32).